# Gilbert Arenas
Gilbert J. Arenas (ur. 6 stycznia 1982 w Tampie) – amerykański koszykarz, grający na pozycji rozgrywającego.
W sezonie 2005/2006 był czwartym najskuteczniejszym zawodnikiem NBA ze średnią 29,7 pkt.
Arenas to trzykrotny uczestnik meczu gwiazd NBA w latach 2005-2007. W sezonie 2002/2003 dostał statuetkę NBA Most Improved Player Award. W sezonach 2004/2005 i 2005/2006, został wybrany do trzeciej piątki sezonu NBA, zaś w sezonie 2006/2007 do drugiej. Dodatkowo pojawił się na okładce gry NBA Live 08.

## Kariera
Przed przybyciem do NBA reprezentował barwy drużyny uniwersyteckiej Arizona Wildcats. W swoim pierwszym sezonie w NBA (2001/2002) w barwach Golden State Warriors rozegrał 47 meczów zdobywając średnio 10,9 punktu na mecz. W sezonie 2002/2003 w barwach Warriors rozegrał 82 mecze rzucając średnio 18,3 punktu na mecz.
Przed sezonem 2003/2004 przeniósł się do Washington Wizards, w barwach których rozegrał w tym sezonie 55 meczów, zdobywając średnio 19,6 punktu w ciągu jednego spotkania. W sezonie 2004/2005 pojawiał się na boisku 80 razy, zdobywając 25,5 punktu na mecz. W sezonie 2005/2006 rozegrał w barwach Wizards 80 spotkań, rzucając w nich średnio aż 29,3 punktu na mecz.
17 grudnia 2006 roku ustanowił rekord sezonu zasadniczego NBA, uzyskując najwięcej punktów w trakcie jednej dogrywki. Zdobył ich 16 podczas konfrontacji z drużyną Los Angeles Lakers.
W 2010 roku w wyniku wymiany trafił do Orlando Magic za skrzydłowego Rasharda Lewisa.

## Osiągnięcia
Na podstawie, o ile nie zaznaczono inaczej.
NCAA
- Wicemistrz NCAA (2001)
- Uczestnik turnieju NCAA (2000, 2001)
- Mistrz sezonu regularnego konferencji Pac-10 (2000)
- NIT Season Tip-Off Most Outstanding Player (2000)
- Zaliczony do:
  - I składu:
    - konferencji Pac-10 (2001)
    - pierwszoroczniaków Pac-10 (2000)

NBA
- MVP:
  - Rookie Challenge (2003)
  - miesiąca NBA (grudzień 2006)
  - tygodnia NBA (5.12.2004, 14.11.2005, 13.02.2006, 27.02.2006, 10.12.2006, 17.12.2006, 7.01.2007)
- Zawodnik, który poczynił największy postęp (2003)[3]
- Wielokrotnie powoływany do udziału w meczu gwiazd NBA (2005–2006[a], 2007)
- Uczestnik:
  - Rookie Challenge (2003)
  - konkursu rzutów za 3 punkty (2006, 2007)
  - Skills Challenge (2005)
- Zaliczony do:
  - II składu NBA (2007)
  - III składu NBA (2005, 2006)
- Debiutant miesiąca NBA (kwiecień 2002)
- Lider play-off w średniej zdobytych punktów (2006)[4]

## Rekordy w NBA
| Statystyka             | Data              | Przeciwko             | Źródło |
| ---------------------- | ----------------- | --------------------- | ------ |
| Punkty: 60             | 17 grudnia 2006   | Los Angeles Lakers    | [ 5 ]  |
| Celne rzuty z pola: 21 | 22 grudnia 2006   | Phoenix Suns          | [ 6 ]  |
| Celne rzuty "za 3": 8  | 28 lutego 2004    | Los Angeles Lakers    | [ 7 ]  |
| Celne rzuty wolne: 23  | 8 lutego 2006     | Golden State Warriors | [ 8 ]  |
| Zbiórki: 12            | trzy razy         | —                     |        |
| Asysty: 16             | 21 listopada 2010 | Detroit Pistons       | [ 9 ]  |
| Przechwyty: 8          | 17 marca 2004     | Sacramento Kings      | [ 10 ] |
| Bloki: 3               | 10 lutego 2006    | Cleveland Cavaliers   | [ 11 ] |
| Minuty: 53             | dwa razy          | —                     |        |
| Na podstawie NBA.com   |                   |                       |        |

## Statystyki
Na podstawie Basketball-Reference.com (ang.)

### Sezon regularny
| Sezon   | Drużyna      | M   | S5  | MPG  | FG%   | 3P%   | FT%   | RPG | APG  | SPG | BPG | PPG  |
| ------- | ------------ | --- | --- | ---- | ----- | ----- | ----- | --- | ---- | --- | --- | ---- |
| 2001/02 | Golden State | 47  | 30  | 24,6 | 45,3% | 34,5% | 77,5% | 2,8 | 3,7  | 1,5 | 0,2 | 10,9 |
| 2002/03 | Golden State | 82  | 82  | 35,0 | 43,1% | 34,8% | 79,1% | 4,7 | 6,3  | 1,5 | 0,2 | 18,3 |
| 2003/04 | Washington   | 55  | 52  | 37,6 | 39,2% | 37,5% | 74,8% | 4,6 | 5,0  | 1,9 | 0,2 | 19,6 |
| 2004/05 | Washington   | 80  | 80  | 40,9 | 43,1% | 36,5% | 81,4% | 4,7 | 5,1  | 1,7 | 0,3 | 25,5 |
| 2005/06 | Washington   | 80  | 80  | 42,3 | 44,7% | 36,9% | 82,0% | 3,5 | 6,1  | 2,0 | 0,3 | 29,3 |
| 2006/07 | Washington   | 74  | 73  | 39,8 | 41,8% | 35,1% | 84,4% | 4,6 | 6,0  | 1,9 | 0,2 | 28,4 |
| 2007/08 | Washington   | 13  | 8   | 32,7 | 39,8% | 28,2% | 77,1% | 3,9 | 5,1  | 1,8 | 0,1 | 19,4 |
| 2008/09 | Washington   | 2   | 2   | 31,5 | 26,1% | 28,6% | 75,0% | 4,5 | 10,0 | 0,0 | 0,5 | 13,0 |
| 2009/10 | Washington   | 32  | 32  | 36,5 | 41,1% | 34,8% | 73,9% | 4,2 | 7,2  | 1,3 | 0,3 | 22,6 |
| 2010/11 | Washington   | 21  | 14  | 34,6 | 39,4% | 32,4% | 83,6% | 3,3 | 5,6  | 1,4 | 0,6 | 17,3 |
| 2010/11 | Orlando      | 49  | 2   | 21,8 | 34,4% | 27,5% | 74,4% | 2,4 | 3,2  | 0,9 | 0,2 | 8,0  |
| 2011/12 | Memphis      | 17  | 0   | 12,4 | 40,6% | 33,3% | 70,0% | 1,1 | 1,1  | 0,6 | 0,1 | 4,2  |
| Razem   |              | 552 | 455 | 35,1 | 42,1% | 35,1% | 80,3% | 3,9 | 5,3  | 1,6 | 0,2 | 20,7 |

### Play-offy
| Sezon | Drużyna    | M  | S5 | MPG  | FG%   | 3P%   | FT%   | RPG | APG | SPG | BPG | PPG  |
| ----- | ---------- | -- | -- | ---- | ----- | ----- | ----- | --- | --- | --- | --- | ---- |
| 2005  | Washington | 10 | 10 | 45,0 | 37,6% | 23,4% | 76,6% | 5,2 | 6,2 | 2,1 | 0,6 | 23,6 |
| 2006  | Washington | 6  | 6  | 47,3 | 46,4% | 43,5% | 77,1% | 5,5 | 5,3 | 2,2 | 0,7 | 34,0 |
| 2008  | Washington | 4  | 2  | 23,5 | 38,9% | 41,7% | 83,3% | 1,8 | 2,8 | 0,5 | 0,0 | 10,8 |
| 2011  | Orlando    | 5  | 0  | 16,2 | 42,9% | 25,0% | 66,7% | 2,8 | 2,4 | 0,2 | 0,2 | 8,6  |
| 2012  | Memphis    | 6  | 0  | 3,8  | 25,0% | 0,0%  | –     | 0,2 | 0,2 | 0,0 | 0,0 | 0,7  |
| Razem |            | 31 | 18 | 30,1 | 41,0% | 30,5% | 76,9% | 3,5 | 3,8 | 1,2 | 0,4 | 17,1 |